# ألفرد دوايت فوستر هاملين
ألفرد دوايت فوستر هاملين (بالإنجليزية: Alfred Dwight Foster Hamlin) هو مهندس معماري أمريكي، ولد في 5 سبتمبر 1855، وتوفي في 1926.